# Karl Thierfelder

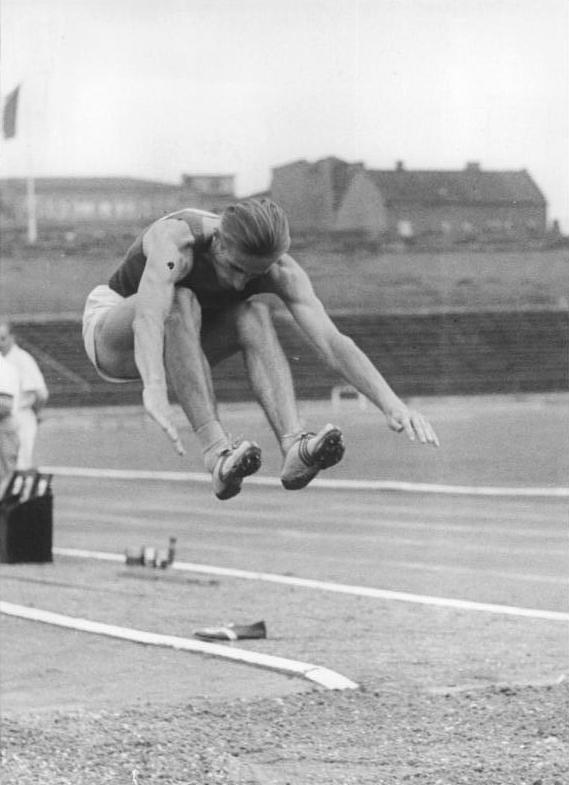
Karl Thierfelder wird 1957 DDR-Meister im Dreisprung

Karl „Karli“ Thierfelder (* 9. August 1933 in Geyer) ist ein ehemaliger Leichtathlet, der für die Deutsche Demokratische Republik (DDR) antrat. 1957 und 1960 wurde er DDR-Meister im Dreisprung.
Bei den DDR-Meisterschaften 1956 trat Thierfelder im Hochsprung und im Dreisprung an. Im Hochsprung wurde er mit 1,80 m Dritter hinter Günter Lein und Werner Pfeil, im Dreisprung belegte er mit 14,23 m den zweiten Platz hinter Klaus Hübschmann. Im Jahr darauf erreichte er im Hochsprung mit 1,80 m den sechsten Platz, im Dreisprung siegte er mit 14,84 m. 1958 sprang er bei den DDR-Meisterschaften im Dreisprung 15,32 m, belegte aber nur den zweiten Platz, weil Wolfgang Kleinert den DDR-Rekord auf 15,50 m steigerte. 1959 sprang Thierfelder 15,48 m und lag damit auf Rang zwei hinter Manfred Hinze, der 16,04 m erreichte. 1959 startete Thierfelder auch bei den U.I.E.-Wochen, der Universiade des Ostblocks, und gewann Bronze mit 14,57 m.
1960 gelang es Karl Thierfelder gleich zwei Meistertitel zu gewinnen: Mit 7,51 m siegte er im Weitsprung und mit 15,63 m im Dreisprung. Im Dreisprung konnte sich Thierfelder auch für die gesamtdeutsche Mannschaft qualifizieren, schied aber bei den Olympischen Spielen 1960 in Rom mit 15,08 m als 23. der Qualifikation aus. Nach dem vierten Platz 1961 belegte Thiefelder 1962 bei den DDR-Meisterschaften 1962 mit 15,74 m den zweiten Platz hinter Manfred Hinze. Bei den Europameisterschaften 1962 in Belgrad war der Dreisprung eine der wenigen Disziplinen, in denen alle drei Startplätze der gesamtdeutschen Mannschaft von Sportlern aus der DDR eingenommen wurden. Während sich Manfred Hinze und Hans-Jürgen Rückborn für das Finale qualifizierten, belegte Thierfelder mit 14,94 m erneut Platz 23 in der Qualifikation. 1963 erreichte Thierfelder noch einmal den dritten Platz bei den DDR-Meisterschaften, 1964 wurde er Sechster im Weitsprung.
Karl Thierfelder trat für den SC Dynamo Berlin an. Bei einer Körpergröße von 1,77 m betrug sein Wettkampfgewicht 65 kg.

## Bestleistungen
- Weitsprung 7,54 m 1962
- Dreisprung 16,04 m 1964